# 斯塔夫科韋 (米科拉伊夫卡區)
47°37′54″N 30°43′38″E / 47.63167°N 30.72722°E
斯塔夫科韋（烏克蘭語：Ставкове）是位於烏克蘭西南部的村莊，由敖德萨州贝雷济夫卡区的米科萊夫卡市鎮負責管轄。該村始建於1926年，面積0.48平方公里，海拔高度129米，2001年人口179，人口密度每平方公里372.92人。